# Dice+
Dice+ – elektroniczna kostka do gry służąca do grania w gry planszowe na platformie cyfrowej.
Pomysłodawcami urządzenia są Patryk Strzelewicz oraz Michał Bąk. Urządzenie ma oprogramowanie Powered board games przeznaczone na tablety z Linuxem (Androidem) i iOSem, umożliwiające grę w gry planszowe na tych urządzeniach. Urządzenie działa w technologii Bluetooth, ma czujnik zbliżeniowy oraz akcelerometr.